# Fokker E.III

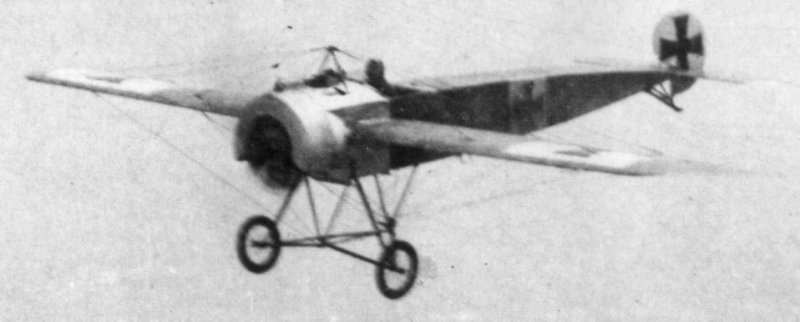
Fokker E.III (1916)

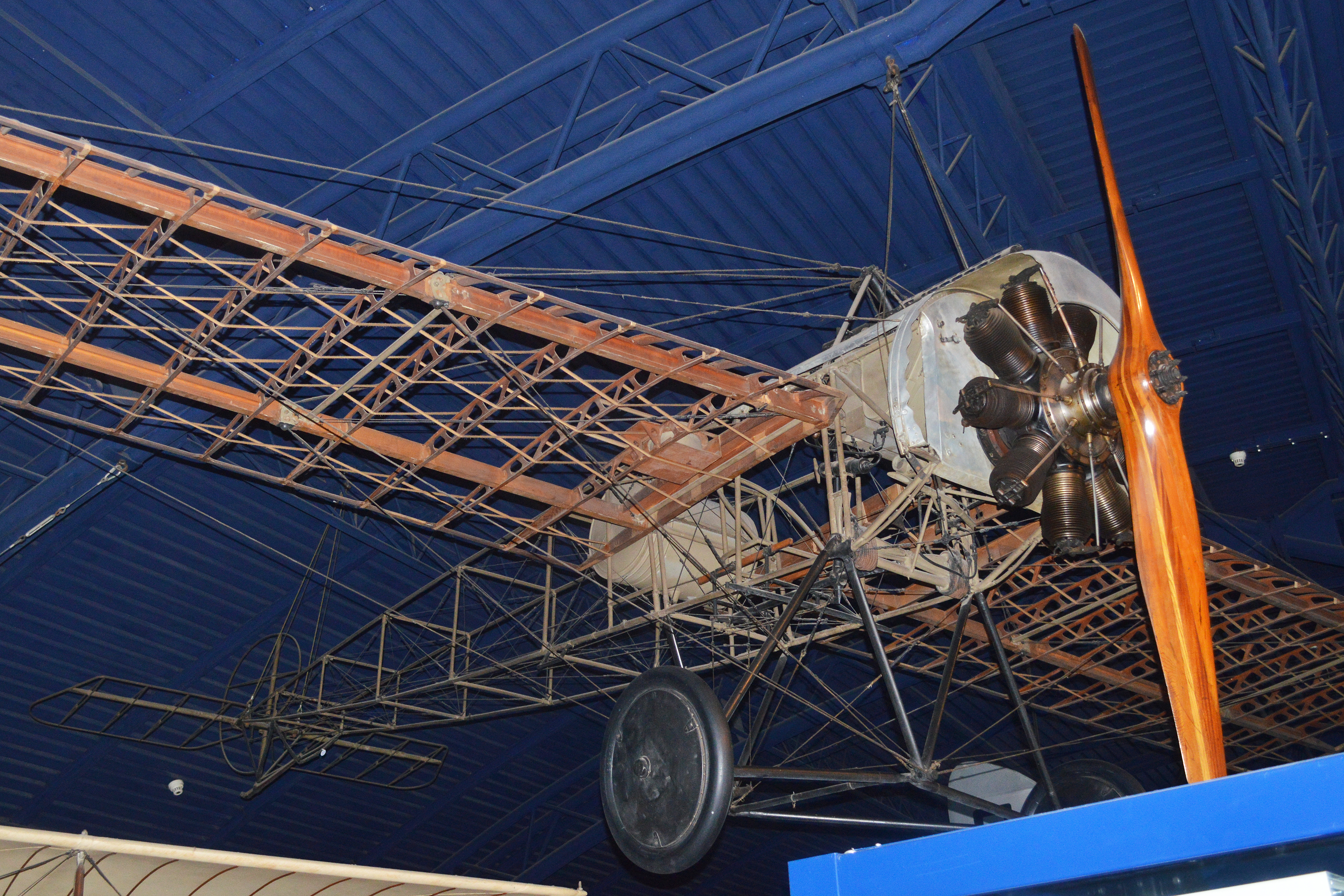
Originele Fokker E.III in het Science Museum, Londen

De Fokker E.III was een Duits eenzitter jachtvliegtuig gebouwd door vliegtuigbouwer Fokker tijdens de Eerste Wereldoorlog. De eerste vlucht van deze militaire eendekker was in 1915. Het gevechtstvliegtuig heeft ook dienst gedaan voor Oostenrijk-Hongarije en Turkije.

## Ontwerp en historie
Het ontwerp van de Eindecker E-serie was, net als de Fokker A types, afgeleid van het Franse Morane-Saulnier Type H vliegtuig. Deze eendekkers hadden geen vrijdragende vleugels, maar een constructie met spandraden. De romp van de Morane-Saulnier vliegtuigen waren geconstrueerd van hout, terwijl de Fokker rompen van chroom-Molybdeen staalbuis werden gemaakt.
De Fokker E.III was een verbeterde versie van zijn voorgangers: de Fokker E.I en Fokker E.II. De E.III had slankere vleugels en een grotere brandstoftank dan zijn E.II voorloper. Waardoor de E.III een uur langer in de lucht kon blijven. De Fokker E.III was het eerste type jachtvliegtuig op het Eerste Wereldoorlog strijdtoneel dat in voldoende aantallen werd geleverd om in 1916 gespecialiseerde Duitse gevechtsvliegtuig eenheden te vormen, de Kampfeinsitzer Kommandos (KEK). Mede door de toepassing van de door Fokker ontwikkelde gesynchroniseerde mitrailleur werd de E.III een zeer geduchte tegenstander die voor grote verliezen zorgde bij de geallieerde luchtstrijdkrachten; een episode in WOI die bekend werd als de Fokker scourge (Fokker plaag).

## Specificaties
- Type: Fokker E.III

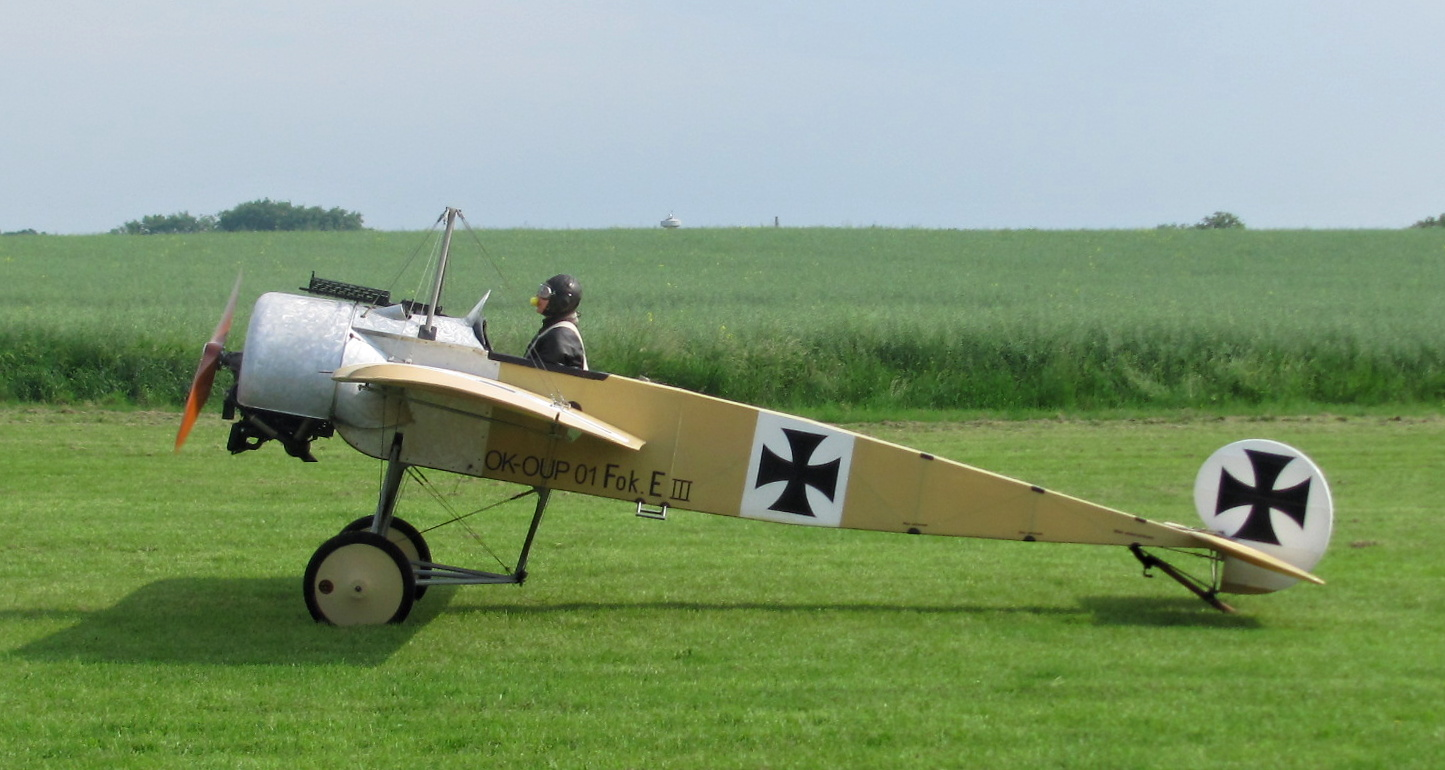
Fokker E.III replica

- Varianten: Fokker E.I en Fokker E.II
- Fabriek: Fokker
- Rol: Jachtvliegtuig
- Bemanning: 1
- Lengte: 7,2 m
- Spanwijdte: 9,52 m
- Hoogte: 2,4 m
- Vleugeloppervlak: 16 m²
- Leeggewicht: 399 kg
- Maximum gewicht: 610 kg
- Motor: 1 × Oberursel U.I negencilinder rotatiemotor, 100 pk
- Propeller: tweebladig
- Aantal gebouwd: 249
- Eerste vlucht: 1915

Prestaties
- Maximumsnelheid: 140 km/u
- Maximum vliegduur: 2 uur en 30 minuten
- Plafond: 3600 m
- Klimsnelheid: 3,3 m/s

Bewapening
- Geschut: 1 × 7,92 mm LMG 08/15 machinegeweer aan stuurboordzijde, gesynchroniseerd met propeller.